# 닝보 텔레비전

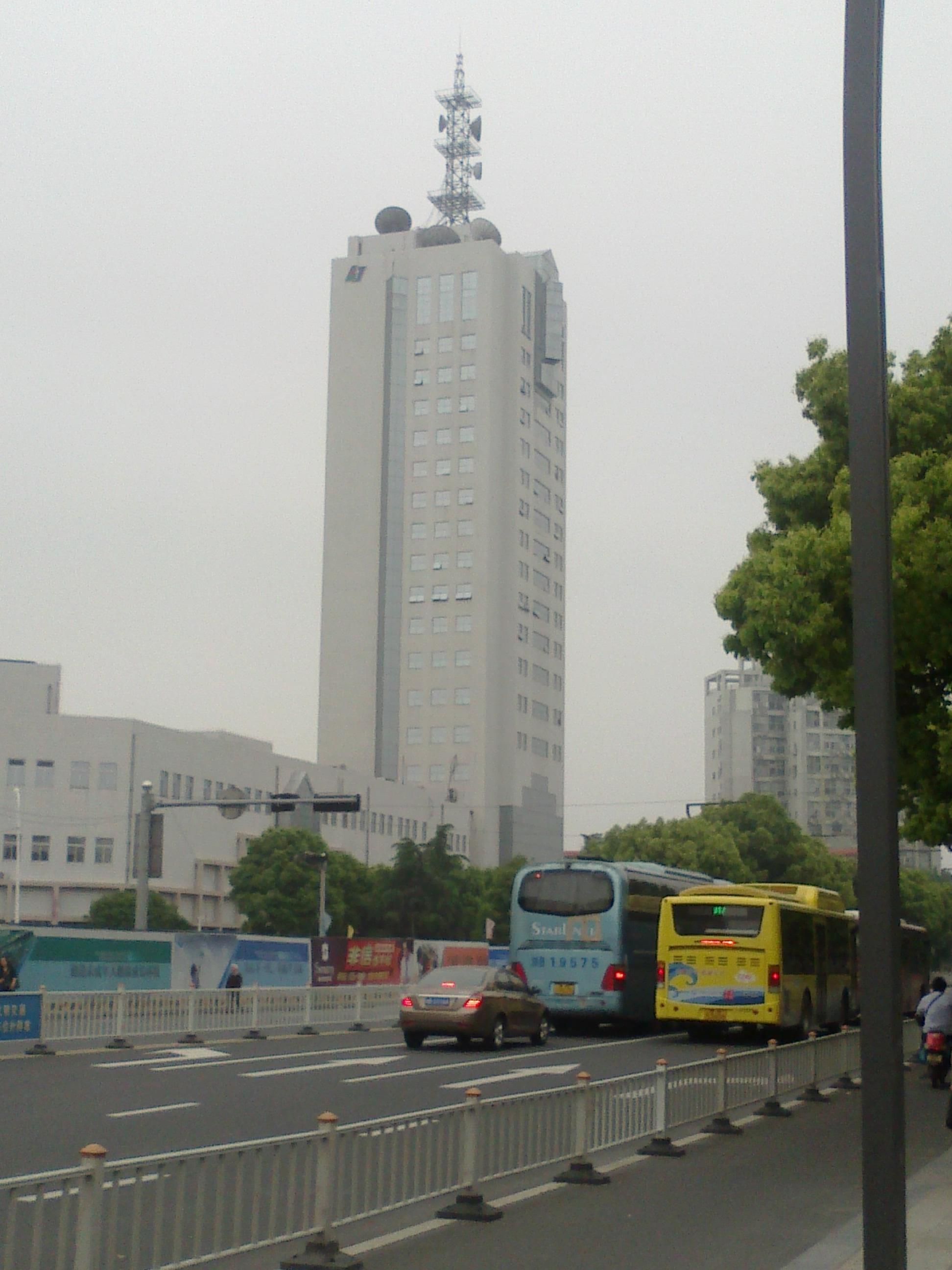
닝보 텔레비전 사옥 전경

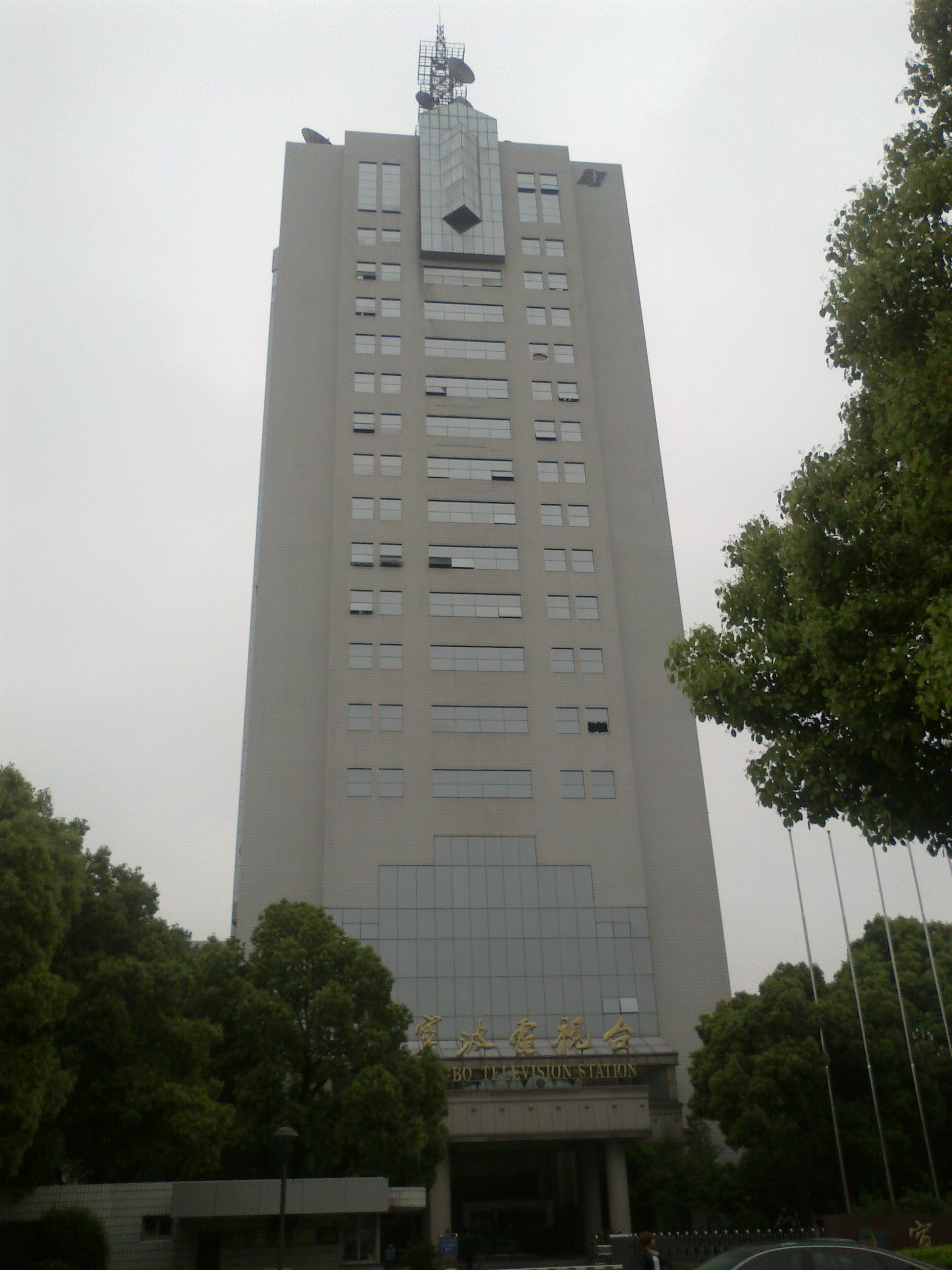
닝보 텔레비전 사옥

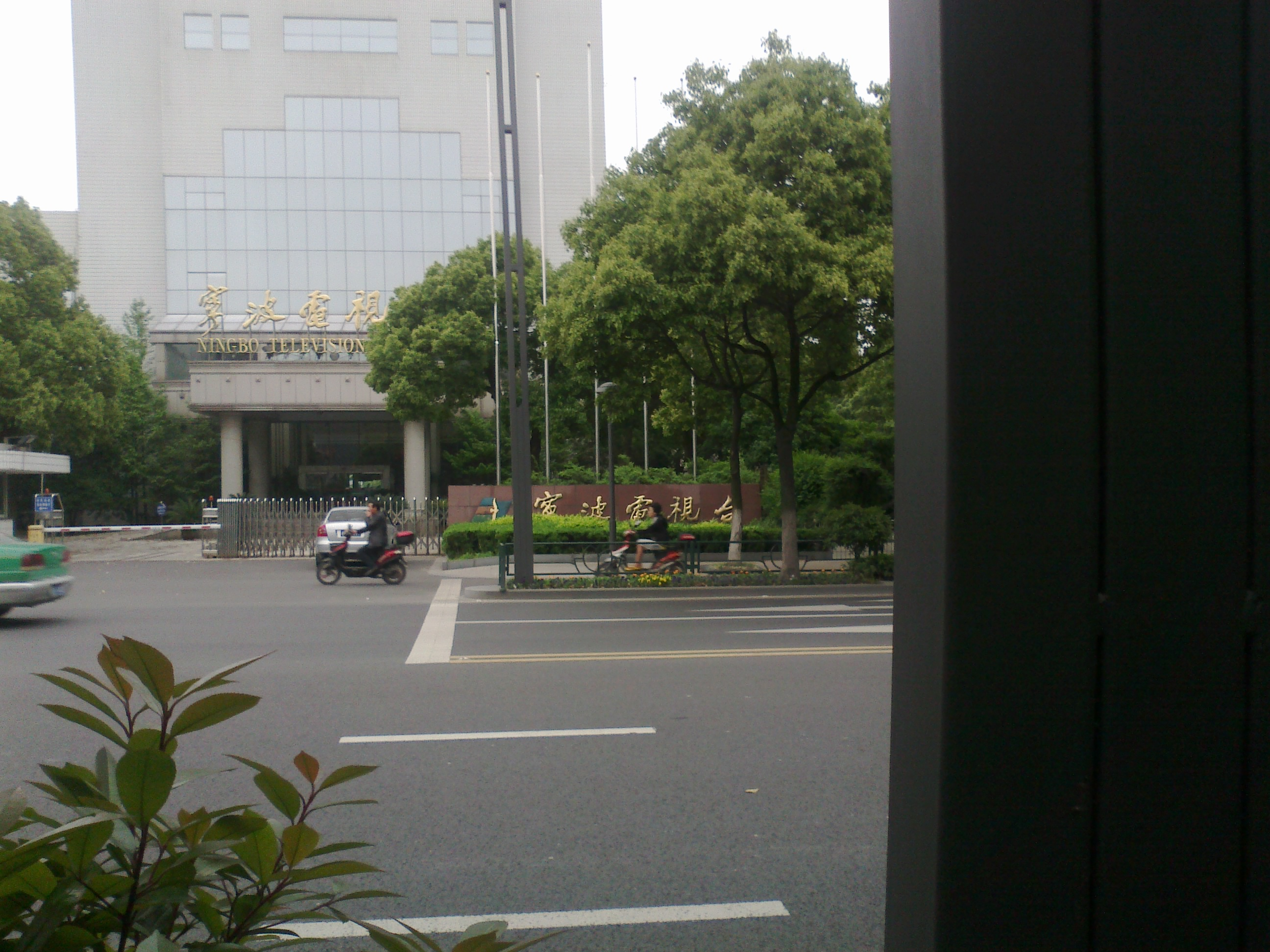
사옥 출입구

닝보 텔레비전(宁波电视台, 약칭 NBTV)은 중국 저장성 닝보시의 부성급 텔레비전 방송국으로, 닝보 방송 그룹(宁波广播电视集团)에 소속되어 있다.

## 개요
닝보 텔레비전은 1984년 7월 27일에 설립되었으머, 닝보 시의 10개 구 및 현（하이수구, 인저우구, 장베이구,  베이룬구, 전하이구, 펑화시, 위야오시, 츠시시, 닝하이현, 샹산현）을 포함하여, 그 외 이웃 현 및 시에서 송출되어 현재 약 1500만명의 인구를 커버하고 있다. 총 6개의 채널로 하루 총 81시간을 방송하며, 1개의 디지털 텔레비전 정식 채널과, 3개의 디지털 텔레비전 시험 방송을 실시하고 있다. 또한 3,000m2의 작업 공간과 첨단 디지털 장비를 보유하여, 효과적으로 프로그램 제작 방송의 질을 보장하고 있다. 본사는 닝보시 하이수구 후안청 서로 남단(环城西路南段) 599호에 위치해 있다.

## 연혁
- 1984년~1990년
- 1984년 7월 27일 : 닝보 텔레비전 설립, 본사는 카이밍가(开明街)4호에 소재.
- 1985년 2월 20일 : 닝보 텔레비전의 12채널(12频道) 정식 방송 개시.
- 1985년 1월 : 닝보 TV 드라마 제작 센터에서 촬영한 첫 TV시리즈《胡图青天》방영.
- 1989년 4월 17일 : 123.95 m TV 타워를 구축.
- 1990년 4월 9일 : 창춘로(长春路)146호에 텔레비전 방송 사옥을 신축. 면적은 3200m2.
- 1993년~2000년
- 1993년 11월 2일 : 국가전대총대(国家广电总局)를 거쳐, 닝보시인민정부(宁波市人民政府)의 승인으로, 케이블TV 방송 구축을 시작.
- 1994년 1월 : 닝보 케이블TV(宁波有线电视台)의 3개 채널 시험 방송 시작. 각각 1—有线电影(영화), 2—有线电视剧(드라마), 3—有线体育(스포츠)
- 1994년 4월 : 닝보 TV 방송시간을 5시간 더 증대하여 15시간 동안 방송.
- 1994년 5월 : 닝보 TV의 방송 내장 디지털 전자 전송 회로를 구축, 전파 전송을 전체 방송 시장 범위로 넓힘.
- 1995년 4월 27일 : 닝보 케이블TV(宁波有线电视台) 정식 개국. 본사는 중산 서로 (中山西路)148호에 소재.
- 1995년 5월 1일 : 닝보 텔레비전 제2채널(宁波电视台第二套)이 18채널(18频道)에서 정식 개국, 본사는 융펑로(永丰路)35호에 소재.
- 1995년 9월 : 닝보 케이블 TV 채널을 개명. 각각 1-케이블 종합(有线综合, 구 有线电视剧), 2-케이블 생활(有线生活)·교육(教育)·스포츠(体育, 구 有线体育)
- 1996년 4월 : 닝보 케이블 TV '케이블 영화(有线电影)'와 '케이블 생활(有线生活)·교육(教育)·스포츠(体育)'를 통합 및 케이블 생활(有线生活)·교육(教育)·영화(电影)로 명칭 변경.
- 1997년 2월 10일 : 닝보 케이블 TV 채널 변경. 케이블 1세트(有线1套, 구 케이블 종합-有线综合), 케이블 2세트(有线2套, 구 케이블 생활·교육·영화-有线生活、教育、电影)
- 1997년 10월 : 닝보 케이블 TV의 전체 대도시 케이블 TV 네트워크 구축을 완료하여, 케이블 전송 전체 시장 범위를 달성.
- 1998년 10월 28일 : 후안청 서로 남단(环城西路南段) 599호에 닝보 텔레비전 사옥을 건립. 이름은 "닝보 텔레비전 센터(宁波电视中心)"，건축 면적은 약 30,000m2, 본관 20층 및 높이 88m.
- 1999년 1월 22일 : 카이밍가(开明街)4호에 닝보 케이블 TV 사옥을 건립. 건축 면적은 20,246m2, 본관 12층 및 높이 57.9m.【현재의 닝보 방송 그룹 본부(宁波广播电视集团总部大楼)】
- 2000년 12월 : 닝보 TV의 매출 1억 위안 초과, 닝보 케이블 TV 매출 5천만 위안 초과 달성.
- 2001년~2005년
- 2001년 4월 1일 : 닝보 TV와 닝보 케이블 TV의 합병을 발표, 준비 작업 시작.
- 2001년 5월 1일 : 닝보 TV와 닝보 케이블 TV의 합병 이후 채널 개편. 각각 1TV 뉴스종합(一套新闻综合, 구 닝보 12채널-宁波12频道), 2TV 경제생활(二套经济生活, 구 닝보 18채널-宁波18频道), 3TV 도시문체(三套都市文体, 구 케이블 1TV-有线1套), 4TV 드라마(四套影视, 구 케이블2TV-有线2套). 방송국명은 "닝보 텔레비전(宁波电视台)"로 확정. 사옥 위치는 후안청 서로 남단(环城西路南段) 599호.
- 2002년 12월 : 국가전대총대의 결정으로, 닝보 시는 디지털 케이블 텔레비전의 시험 방송 대상의 첫 번째 도시로 선정.
- 2003년 1월 28일 : 국가전대총대의 결정으로, 닝보 방송 그룹(宁波广播电视集团)의 구축을 시작.
- 2003년 3월 28일 : 두 달간 준비 기간을 거친 후, 닝보 방송 그룹(宁波广播电视集团)을 정식으로 설립.
- 2003년 10월 23일 : 닝보 시에서 디지털 케이블 텔레비전 홍보를 시작.
- 2004년 12월  : 당 중앙위원회에서 미성년자 사상 및 도덕 건설을 개선하자는 지침에 따라, 국가전대총대의 승인으로 어린이 채널 개국을 준비.
- 2005년 2월 1일 : 닝보 TV 2세트 경제생활 채널에서, 첫 닝보 방언 뉴스 프로그램인 《来发讲啥西》방영.
- 2005년 5월 18일 : 닝보 TV 5세트 어린이 채널(宁波电视台五套少儿频道) 시험 방송 시작.
- 2005년 6월 1일 : 5개월 넘은 준비 끝에, 닝보 TV 5세트 어린이 채널 정식 개국.
- 2006년~현재
- 2006년 9월 9일 : 디지털 케이블 TV 추친을 가속화하기 위해, 닝보 TV와 닝보 시에서 디지털 케이블 TV 전체 전환 프로젝트를 공식 출시. 2008년에 전 구(区)내 전체 변환 작업을 완료, 2010년에 전 시내 전체 변환 작업을 완료.
- 2006년 6월 18일 : 더 나은 디지털 케이블 TV 홍보를 위해, 신규 채널《대화형 생활 채널(互动生活台)》방송 시작.
- 2006년 12월 18일 : 닝보 TV 3세트 도시문체 채널에서, 두번째 닝보 방언 뉴스 프로그램인 《阿拉讲大道》방영.
- 2014년 : 닝보 텔레비전 6세트 교육기술 채널(宁波电视台六套教育科技频道) 개국.
- 2016년 3월 28일 : 닝보 텔레비전 최초의 HD 채널——NBTV-1（高清）개국；

## 채널 목록
- 뉴스종합채널 (新闻综合频道)（NBTV1） : 주요 정치 및 뉴스 보도와 닝보 지역 뉴스를 방송.
  - 주요 프로그램 : 《宁波新闻》, 《看看看》, 《非常说》, 《第一关注》

- 사회생활채널 (社会生活频道)（NBTV2）
  - 주요 프로그램 : 《爱时尚》, 《来发讲啥西》, 《生活现场》, 《阿拉旅游》

- 도시문체채널 (都市文体频道)（NBTV3）
  - 주요 프로그램 : 《讲大道》, 《江南话语》, 《得월 街》

- 영화드라마채널 (影视剧频道)（NBTV4）

- 어린이 채널 (少儿频道)（NBTV5）

- 교육기술채널 (教育科技频道)（NBTV6） : 닝보TV의 디지털 전용 채널